# 莲花湖
莲花湖，原名石闸湖，是一个位于中国江苏省南京市雨花台区板桥新城的一座湖泊，也是雨花台区面积最大的湖泊。距离南京市中心约20公里，距离马鞍山市约30公里。
相传以前是清朝军队训练骑兵的校场，之所以称为“石闸湖”，据说是因为北面的出水处有一块大青石，像一道闸门一样堵住了水流，天长日久便积水成湖。1949年前是一户石姓地主的财产，1952年土改后属江宁县石坝乡，1956年归属板桥镇，1958年属板桥公社石闸湖大队。1983年石闸湖大队改为石闸湖村，2000年3月与古雄村合并，更名为古雄村。2008年起，属于新成立的板桥新城管理委员会，随着板桥新城的开发，石闸湖被开辟为莲花湖公园。
莲花湖水域面积500多亩，湖外建有2个室内综合运动馆，一个室内恒温网球馆，室外网球场8片，室外配有12个篮球场、足球场，室外烧烤场和垂钓园等配套运动休闲设施。这里山水相连，树林成片，茶园、树木与蓝天白云相望。湖岸曲折，景观条件优越，为雨花台区面积最大的湖泊，宛如一颗璀璨的明珠，镶嵌在雨花南郊的沃土之上。
莲花湖是一个极富诗情画意的地方，宛若一颗璀璨的明珠，镶嵌在板桥的这片热土上。不论清晨与日暮，这里总是人来人往、川流不息。如今这座板桥新城的标志性湿地公园，俨然成为了附近居民健身、休憩的首选之地。